# Меморіал на горі Карачун

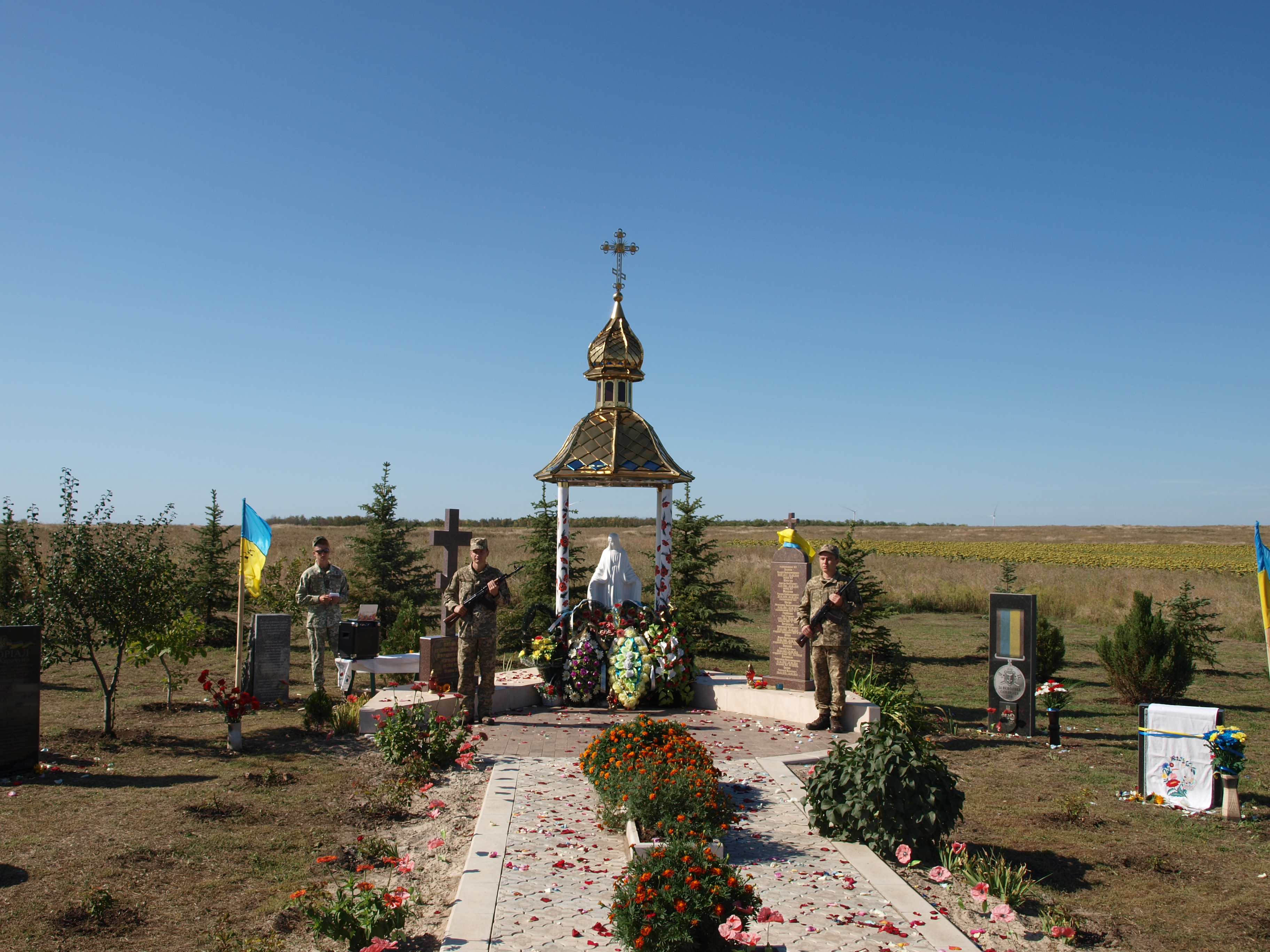
Меморіальний комплекс "На горі Карачун"

Меморіальний комплекс «На горі Карачун» — меморіал на горі Карачун, на честь полеглих при визволенні Слов'янська та Краматорська в 2014 році під час АТО на Сході України. 
Меморіальний комплекс створено на благодійній основі та відображає історичні події 2014—2025 років у патріотичних піснях та віршах в гранті, та вшановує пам'ять полеглих за Україну внаслідок визволення Слов'янська та Краматорська в 2014 році під час АТО на Сході України. Основною ідею цього комплексу є військово-патріотичне виховання молоді через патріотичну пісню та відображення теми важливості єдності України. 
23 травня 2015 року на території мікрорайону «Семенівка» міста Слов'янська, за сприяння Заслуженого лісівника України Карчевського Руслана Анатолійовича було встановлено перший пам'ятник "Першим загиблим в АТО" у бою 5 травня 2014 року, та стартував соціально відповідальний проєкт волонтерів та військових.  
Також, було встановлено 27 пам'ятних знаків на території Слов'янської ОТГ, Черкаської ОТГ, Миколаївської ОТГ та Краматорського району Донецької області на місцях загибелі перших військовослужбовців, які загинули при звільненні Слов’янська і Краматорська в 2014 році.
З 2014 року завдяки волонтерам та військовим реалізується соціально відповідальний проєкт "Дорогами війни..." та "Від Карачуна до Говерли...". Керівником від волонтерів з червня 2014 року та по сьогоднішній час є ініціатор проекту, доброволець, військовий волонтер в зоні АТО, ООС та під час повномасштабної російської агресії - Марина Квітка. Керівником даного проекту від військових є Командувач сил територіальної оборони (2022-2023) генерал-майор Ігор Тацюра.
До початку АТО на сході України останнім місцем роботи Марини Квітки було - помічник ректора-керівник Центру зв`язків з громадськістю державного комітету України з питань регуляторної політики та підприємництва Української академії бізнесу та підприємництва. Перші переселенці, яких Марина вивозила у Білгород-Дністровський район Одеської області були зі Слов'янську. Під час АТО та ООС вона займалась допомогою у забезпеченні представників силових структур, які виконували бойові задачі у містах Слов'янськ та Краматорськ. У тому числі, була задіяна до перевезення вантажів у село Пески Донецької області та безпосередньо у донецький аеропорт.
Вагомий та особистий внесок в реалізації даного проєкту внесли: командувач НГУ генерал-полковник Аллеров Юрій Володимирович (2010-2019), Сподар Ярослав Богданович генерал-лейтенант НГУ, Білий Олег Михайлович полковник НГУ, Пилипенко Василь Павлович полковник НГУ, Жук Василь Васильович полковник НГУ, командувач сухопутних військ України генерал Сирський Олександр Саніславович, командувач Сил територіальної оборони Збройних Сил України генерал- майор Танцюра Ігор Іванович, ЦСО «Альфа» СБУ 3-й окремий полк спеціального призначення імені князя Святослава Хороброго місто Кропивницький, Слов’янський МЦК та СП, Краматорський МЦК та СП, Костянтинівський МЦК та СП, Покровський МЦК та СП, Дружківський МЦК та СП, ДСНС у місті Слов'янську, завдяки соціальній відповідальності заступника начальника ДСНС у Донецькій області полковника Бойцова Вячеслава Леонідовича, Москальця Сергія Олександровича ДСНС України у Донецькій області в місті Слов'янськ. Щира вдячність військовослужбовцям Верховинського районного територіального центру комплектування та соціальної підтримки на чолі з полковником Анатолієм Россіпом та командиром роти охорони Верховинського РТЦК та СП, майором Олександром Полозом, Житомирському ОТЦК та СП, Коростишівському відділу та ГУ ДСНС України в Івано-Франківській області.
На найвищій точці України - горі Говерла в 2017 році встановлено звернення "Майбутнім поколінням українців" від учасників бойових дій на Сході України.
До 5-ї річниці з дня визволення Слов'янська та Краматорська 2019 році на горі Говерла встановлений пам'ятний знак мирним громадянам та військовим, які загинули при звільненні Слов'янська та Краматорська. До державних свят та дат російсько-української війни відбуваються підйоми на гору Говерла представників силових струкур та волонтерів.
На базі ЛОК "Верховина" та молодіжного центру "Думка" в селищі Верховина Івано-Франківської області встановлені дублікати звернень "Майбутнім поколінням українців від учасників бойових дій на Сході України".
У високогірному селищі Дземброня біля чоловічого монастиря Української ГКЦ вшановано пам'ять місцевих верховинців, які загинули на Сході України під час АТО, ООС та повномасштабної російської агресії.
Благодійниками даного проекту є родина заслуженого скульптора України Віталія Миколайовича Рожика та його дружина Наталії Станіславівни Рожик з міста Коростишів Житомирської області та підприємців Олександра Тєрещенко та його рідного брата Григорія з міста Коростишів Житомирської області.
Меморіальні комплекси "На горі Карачун", "На горі Говерла" та пам'ятні знаки, встановлені за ініціативою київського волонтера Марини Квітки.
До державних та релігійних свят волонтери та військові з 2015 року проводять заходи з військово-патріотичного виховання молоді, заходи з благоустрою та вшановують пам'ять полеглих українських героїв практичними справами.
Із 15-тонного карпатського каменю створена композиція "Єдність-сила України". Карпатський камінь привезений із селища Дземброня Верховинського ОТР Івано-Франківської області. Основою композиції є "Дзвін пам'яті" дванадцять дублікатів якого до 7-ї річниці з Дня визволення Слов'янська та Краматорська від проросійських окупантів передані на Меморіальному комплексі побратимам полеглих українських героїв 12 дзвонів пам'яті. До Дня Захисника України у 2020 році на меморіальному комплексі "На горі Карачун" встановлено пам'ятник української пісні. Враховуючи історичні події 12 серпня 1962 року, а саме "в перший раз в космосі прозвучала на весь світ пісня дивлюсь я на небо тай думку гадаю" автора Михайла Петренка. У 2022 році до Дня захисника і захисниці України, Дня козацтва, 80-тиріччя УПА та свята Покрови Пресвятої Богородиці в рамках соціально-відповідального проєкту волонтерів та військових "Дорогами війни...Від Карачуна до Говерли" відкрито на Алеї героїв у Верховині пам'ятник "Української пісні", який є дублікатом з Карачуна.
До 80 річниці УПА проведено реконструкцію Алеї героїв в смт. Верховина Івано-Франківської області.
До дня державності України в Укрінформ в 2022 році була проведена презентація мистецько-патріотичного проекту «Дорогами війни… Від Карачуна до Говерли». 
Ініціативною групою подано петиції Президенту України про відзначення важливих історичних дат для України. Призначення 22 серпня Днем громадських організацій України, призначення Дня Української Діаспори, про призначення 12 серпня Днем української пісні, про призначення 2023 року роком Захисників захисниць та волонтерів, щодо Вшанування пам'яті загиблих в АТО та ООС на державному рівні у 2024 році.
29 серпня 2021 року на адмінмежі КПВВ "Каланчак" з окупованим Кримом відкрили пам'ятний знак у формі гранітного серця "Крим - це Україна!". Історична довідка меморіал на горі Карачун заснований представниками сухопутних війська України 16 армійської авіації міста Броди, Львівської області. Які в грудні 2014 року встановили біля телевежі на горі Карачун дерев'яний хрест загиблим побратимам, які загинули захищаючи незалежність України 24.06.2014 року. Після цього київський волонтер Марина Квітка та військовослужбовці національної гвардії України, ЦСО Альфа СБУ, родина скульпторів Рожик почали розвивати меморіал враховуючи слова солдатської пісні з гори Карачун, яка є першою піснею написаною в зоні АТО та ООС. До міжнародного дня волонтера у 2021 році була написана та представлена на військовому радіо пісня присвячена волонтерам "Українці - разом ми сила", слова київської волонтерки Марини Квітки та головного редактора інтернет видання "Діловий Слов'янськ" Едуарда Торського, музика Петра Красуцького, виконав гурт "Побратими" місто Тараща, Київської області.
На меморіальному комплексі висаджуються квіти та дерева з різних куточків України. 
На меморіальному комплексі викарбувано в граніті перші пісні, написані в АТО (Юрій Сусло "Ну що Вам розповісти" та солдатська пісня "З гори Карачун"). Враховуючи слова цієї пісні, створюються меморіальні комплекси "На горі Карачун", "На горі Говерла" та реалізувався соціально відповідальний проєкт до 30-річного ювілею Незалежності України. 
В 2024 році до 10-ї річниці початку АТО на сході України виготовлено 35 пам’ятних знаків. До 600-річчя Верховини виготовлено 8 пам’ятних знаків (Біля молодіжного центру "Думка", Лікувально-оздоровчого комплексу "Верховина", Укрпрофздраниці, на "Алеї Героїв України" в смт. Верховина, біля церкви Успіння Пресвятої Богородиці Верховинського благочиння Коломийської епархії Православної церкви України, До 600 років Верховини, на честь 100 років режисера Сергія Параджанова, на честь 60 років кінофільму "Тіні забутих предків", памятний знак "Криворівня-різдвяна, колядницька столиця України", біля церкви "Різдва Пресвятої Богородиці" Верховинського благочиння Коломийської єпархії Православної церкви України). До дня волонтера в 2024 році в Українському національному інформаційному агентстві «Укрінформ» з участі керівництва Урядового контактного центру, з яким проєкт співпрацює з 2014 року,  відбулася урочиста презентація.  4 грудня 2024 року до 10-річчя проекту в «Укрінформі» відбулася презентація медалей "За звільнення Слов'янська" 2014 рік, "До 80 років УПА" 2022 рік та "За захист Вовчанська" 2024 рік. 
Список військових,полеглих при визволенні Слов'янська у 2014 році.
До реалізації цього волонтерського проекту залучено: 
1) монастир Згромадження сестер святого священномученика Йосафата УГКЦ у Львові , в особі настоятельки сестри Василії;
2) о.Полікарп Марцелюк;
3) ієромонах Христофор Ганімець;
4) о. Богдан Скурчук, настоятель церкви «Введення в храм Пресвятої Богородиці» с. Поляниця УГКЦ Яремчансткого деканату; 
5) о.Іван Рибарук, настоятель у храмі селища Криворівня Івано-Франківської обл.;
6) підприємці Ярослав Котляров зі Слов’янська, Петро Тинкалюк, Василь Шипчик та Ольга Соломійчук із смт. Верховини, Павло Белінський із смт. Немішаєве Київської області, Олександр Солова з Києва, Оксана Зайцева з Маріуполя;
7) столичний та карпатський офіс ДП “Ліси України”; лісничий Тригірського лісництва Житомирської області Валерій Іщук; ДП "Верховинський лісгосп"; Донецьке обласне управління лісового та мисливського господарства; ДП "Слов'янський лісгосп"; 8) керівник АТ "Укрзалізниця", меценат, волонтер, благодійник Тарас Пасічник;
9) директор Львівської фабрики свічок Валентин Красоха;
10) Микола Поляк, голова селища Поляниця Надвірнянського району Івано-Франківської області; 
11) підприємчиня Олена Поляк, дружина Поляка Миколи Миколайовича, 
12)  дежпосадовці Костянтин  Черніков з м. Слов'янськ Донецької області та Сергій Добряк - голова ВЦА міста Покровськ Донецької області, 
13) доцент Львівського національного університету імені Івана Франка, кандидат філологічних наук Мар'яна Челецька.

## ПУБЛІКАЦІЇ
https://if.dsns.gov.ua/news/ostanni-novini/girski-riatuvalniki-zabezpecili-bezpeku-pid-cas-sxodzennia-na-goru-goverla-volonteriv-ta-viiskovix
https://if.dsns.gov.ua/news/ostanni-novini/persi-na-zaxisti-derzaviprikarpatski-riatuvalniki-vsanuvali-pamiat-zagiblix-ucasnikiv-ato
https://www.ukrinform.ua/rubric-society/3228582-na-gori-karacun-visadili-dereva-ta-kviti.html
https://www.ukrinform.ua/rubric-regions/3389985-na-prikarpatti-osvatili-dzvin-pamati-akij-peredali-z-memorialnogo-kompleksu-na-gori-karacun.html
https://uk.m.wikipedia.org/wiki/Файл:Меморіал_на_Карачуні.jpg
https://www.ukrinform.ua/rubric-presshall/3933606-prezentacia-medalej-nezlamnim-geroam-media-ta-za-zahist-vovcanska.html
https://ukc.gov.ua/10-rokiv-dorogamy-vijny/
https://if.dsns.gov.ua/news/ostanni-novini/cas-geroyiv
https://www.radiosvoboda.org/a/24684045.html